# Mesterházy Balázs
Mesterházy Balázs (Siófok, 1974. február 12. –) magyar író, költő, dalszövegíró.

## Élete
1988–1992 között a gyönki Tolnai Lajos Német-Magyar Kéttannyelvű Gimnázium diákja volt. Az ELTE Állam- és Jogtudományi Kar jogász szakán 1997-ben, majd az ELTE Bölcsészettudományi Kar összehasonlító irodalomtörténet szakán 1999-ben szerzett diplomát. 1999–2003 között az ELTE Bölcsészettudományi Kar Irodalom- és Kultúratudományi szakán tanársegéd és az Irodalomtudományi Doktori-program ösztöndíjas hallgatója volt.
2003 óta rendszeresen jelennek meg szépirodalmi publikációi az Alföld, a Bárka, az ÉS, a Jelenkor, a Kalligram, a 2000, az Opus, a Prae, a SiópArt, a Székelyföld és a Tiszatáj folyóiratokban. Első verseskötete 2006-ban jelent meg Szélen balzsam címmel a Jelenkor Kiadónál; a kötet Tandori Dezső egyik kedvenc kortárs verseskötete volt. Az első kötetet követően a kritika Mesterházy nyelvfelfogását Tandori Dezső, Ferencz Győző és Szilágyi Ákos nyelvfelfogásával rokonítja, és líratörténeti jelentőségét a nyelvi tartomány továbbtágításában és a romantikus költészet alanyi lírájához való újszerű viszonyulásban, annak posztmodern újrapozicionálásában látja.
2008-ban kitörő betegsége miatt sokáig nem jelentkezett önálló kötettel. Soha nem látott bálnák hangja című verseskötete 2017-ben jelent meg a Kalligram Könyvkiadónál. 2018-ban látott napvilágot Gesztenye placc című novellaregénye, ami 2019-ben felkerült a Margó-díj TOP10-es rövidlistájára. 2019-ben adta ki harmadik, Random című verseskötetét, 2021-ben pedig Penészes isten című verses regényét. Irodalomtudományi tanulmányai 2023-ban jelentek meg a Prae Kiadónál, A szétcsúszás alakzatai címen. Ugyanebben az évben jelent meg negyedik verseskötete, a Szélen balzsam 2.0, amely az eredeti kötet bővített újrakiadása mellett új szövegeket is tartalmaz.
2018-tól a Szépírók Társaságanak tagja. 2023-tól a SiópArt folyóirat főszerkesztője.
1999-ben megkapta a Pro Scientia Aranyérmet a humántudományok terén végzett kutatómunkájáért.
A 2019-ben elhunyt Tandori Dezső hagyatékából 2022 nyarán került elő a Korántsem farsangi tőrmellékek című, 6 versből álló ciklus, amelyet pályatársához, Mesterházy Balázshoz írt. A versciklusban Tandori Mesterházyról írja, hogy „Pilinszky is ő mollban".
2024-ben dalszövegíróként közreműködött Váczi Eszter és a Quartet Lesz majd úgy című nagylemezén.

## Betegsége
2008 óta sclerosis multiplexszel él.

## Művei[14]
- Szélen balzsam (versek), Jelenkor, 2006
- Soha nem látott bálnák hangja (versek), Kalligram, 2017[15]
- Gesztenye placc (novellaregény), Kalligram, 2018[16]
- Random (versek), Kalligram, 2019
- Penészes isten (verses regény), Kalligram, 2021[17][18][19]
- A szétcsúszás alakzatai (tanulmányok), Prae, 2023[20]
- Szélen balzsam 2.0 (versek), Kalligram, 2023
- A Mediterrán-állandó (versek), Ampersand, 2025

## Fordításai
- Manfred Frank: A koraromantika filozófiai alapjai, In: GOND, 1998, 17. szám, 40–117. o.
- John Dryden: Hideg dal (The Cold Song – aria from Henry Purcell’s opera King Arthur). In: Nyitott Mondat, 2024. december 20.

## Dalszövegei
- Váczi Eszter és a Quartet – Lesz majd úgy (2024)[21]